# Redlight Boogie
Eugene Voorn (Amsterdam, 1 oktober 1973), beter bekend als Redlight Boogie of SugaCane, is een Nederlands rapper. Als gerenommeerde rapper is Cane een van de grondleggers en exponenten van rapmuziek in Nederland. Voorn werkte tijdens zijn carrière onder meer samen met Ol' Dirty Bastard, Redman, U-Niq en Sean Price.

## Biografie
In 1982 begon Cane zich op negenjarige leeftijd te interesseren voor de rap, breakdance en beatbox, drie elementen van een nieuwe culturele beweging hiphop dat destijds net vanuit de Verenigde Staten naar Nederland overgekomen was. Hij begon onder de naam Busy Beat en leerde LTH kennen, die voor hem de rol van mentor op zich nam. Rap in Nederland is dan nog vooral een niche onder liefhebbers in de grote steden en is nog niet doorgebroken naar het grote publiek. In 1987 bracht hij als Busy Beat het nummer Grows in effect uit, welke geproduceerd werd door LTH.
Begin jaren negentig veranderde hij zijn artiestennaam van C.Boogie naar Hurricane. In de jaren negentig deed Cane succesvol mee aan MC-battles, droeg hij bij aan mixtapes van Villa 65 en stond hij op podia met verschillende Amerikaanse rappers die in Amsterdam optraden. Cane viel op door zeer kritische teksten en een agressieve stijl en zorgde ervoor dat hij met zijn verschijning en performance een stevige reputatie in zijn stad Amsterdam en de rest van Nederland opbouwde. Hij gooide onder meer vuilnisbakken naar Dope Posse, want "ze waren trash", volgens de rapper. Tussen 1988 en 1992 zat Cane in de groep 2 Tuff. In 1993 gaf de rapper Chuck D van de rapformatie Public Enemy aan de Nederlandse rappers de tip zich te richten op Nederlandstalige rap, omdat daar meer muzikale groeimogelijkheden lagen en zij zich logischerwijs het best in hun eigen moedertaal konden uitdrukken. Rappers als Extince, Brainpower, Yukkie B of Skate the Great volgden dit advies op en werden relatief succesvol in het Nederlands. In Nederland konden destijds slechts een handvol rappers zoals Cane, Rowdy en Asic & Bionic Engelstalig op een behoorlijk niveau mee in freestyles. Vanwege zijn internationale contacten bleef Cane zich ontwikkelen in het Engels, voornamelijk om zijn thuisplaats, zijn essentie van hiphop en zijn beleving ook over te brengen naar luisteraars buiten Nederland en Vlaanderen.
In 1995 kende Hurricane tegenslagen, waaronder met het verlies van zijn vader in oktober. Aansluitend op deze gebeurtenis schreef hij Tears on Paper, welke in 1997 opgenomen werd met r&b-zanger Lloyd de Meza. Omdat er in de Verenigde Staten al reeds een rapper met de naam Hurricane actief was, besloot Voorn in 1995 zijn artiestennaam daarom te veranderen naar SugaCane en deze nadien vast te leggen, hoewel hij in het circuit kortweg Cane genoemd werd.
In 1996 scoorde Cane met zijn single "Let 'em know" een bescheiden hit in het Nederlandse rapcircuit en de bijbehorende videoclip werd uitgezonden op televisiezender TMF9. De single werd uitgebracht door Supreme Slice Records. Cane stond op verschillende podia in zowel Nederland als Duitsland, waaronder in het voorprogramma van Snoop Dogg, Naughty by Nature, Busta Rhymes, de Wu-Tang Clan en Redman Hij was in die periode ter promotie als gast in diverse tv-programma's te zien zoals The Pitch of Sylvana's Soul.
In 1997 brengt hij zijn Killertape Vol. 1. op cassettebandjes in omloop, waarop hij als host en als rapper te horen is. Op de A-kant (That Side) en de B-kant (This Side) waren ook de Engelstalige artiesten Apacolypse, Rowdy, Ready C, Nashman, MD, Deams, U-Niq, Evil Son, Kain en Large Leader te horen. In 1997 deed hij een ongekende freestyle met Ol' Dirty Bastard in de studio van Villa 65, welke eveneens terug te beluisteren was op de Killertape.
Wanneer de Rotterdamse rapper E-Life op zijn single Stacked with Honors uit 1996 de zin "So what the fuck is yours?" uitspreekt, werd dit door de entourage van Cane gezien als een reactie op diens tape There Ain't Nothing Here Yours uit 1995. Nadat de controverse nog jaren aanhield in het ondergrondse rapcircuit, besloot Cane in 2000 zijn eigen label Now or Neva op te richten, zelf een videoclip en studiokosten te financieren en daarmee met de single You can't fool mine uit te brengen. De aanstekelijke single was een disstrack richting E-Life waarin diens geloofwaardigheid in twijfel getrokken werd en was geproduceerd door muziekproducent QF. De videoclip was gedurende een lange tijd boven in de charts te vinden van muziekzender The Box. In 2002 maakte SugaCane de track Keepin' it gangsta met zijn kompaan Rowdy. De rappers Pimp-a-Clawz, Big Mike en Morrocah werden destijds gebonden aan zijn ondergrondse label Now or Neva.
Wanneer MC-battles in Nederland in de jaren 00 een groeiend fenomeen worden en er op landelijke schaal MC-battles georganiseerd worden, werd Cane in 2003 en 2004 gevraagd om als jurylid te fungeren voor het toernooi om de Spitt battles.
Op 9 maart 2005 was SugaCane tafelgast in het discussieprogramma B&W, waarin hij op televisie een weerwoord gaf aan de kritiek die de Nederlands-Antilliaans minister Omayra Leeflang uitte over gangstarap en de bijbehorende cultuur die clichématig geweld zou aanwakkeren bij jongeren.
In 2006 speelde Cane eveneens een rol in de film Bolletjes Blues.
Samen met de Nederlandse rappers Rowdy, MD, U-Niq, Sonny Diablo en Mr. Probz vormde SugaCane het Engelstalige rapcollectief The Most Official. In maart 2006 bracht het zestal een mixtape uit, waarvan de track Next Block vooruitgeschoven werd met een videoclip. Tijdens interviews lieten de leden van The Most Official zich kritisch uit over het merendeel van de Nederlandse rappers van dat moment, die met hun hitrepertoires in de Nederlandse Top 40 een lichtvoetige variant van hiphop aan het grote publiek zouden presenteren. Het werk van Sugacane en zijn kompanen werd gepresenteerd als tegenwicht tegen de "gladde refreintjes" en de "nietszeggende teksten die een zo groot mogelijk publiek willen bedienen".
In 2009 voelde Lange Frans zich aangesproken op de eerdere interviews en rapte vervolgens in het muziekprogramma 101Barz "Ik kijk nog steeds naar achteren om te zien of ik Cane & U-Niq zie", waarmee hij verwijst naar zijn Top 40-hits. Als Cane verhaal wil halen en daarom tevergeefs naar Lange Frans op zoek gaat, laat Lange Frans zich niet meer zien. Hierop reageert Sugacane uiteindelijk onder de pseudoniem Stoute Papa met het nummer "Suikerfeest" in een Nederlandstalige disstrack. Cane reageert "Ik neem tracks op met Redman, jij met Gordon". Lange Frans reageert hier weer op met het lied "Stem van de Straat". De aanvaring bleef sindsdien onuitgemaakt, maar de tracks van beide rappers gaven ieder aan een andere beleving en overtuiging van hiphop te hebben die elk een bijbehorend publiek heeft.
In 2008 maakte SugaCane in opdracht voor de vechtsporter Errol Zimmerman de track "Fight Muzik". Uiteindelijk werd zijn andere track "No Surrender" (met Maikal X) door de K-1-vechter gebruikt bij diens opkomst bij gevechten in de K-1 World Grand Prix 2009 in Seoul, de hoofdstad van Zuid-Korea.
Cane rapt voornamelijk in het Engels. Toch weerhield het hem er niet van enkele keren een uitzondering te maken in het Nederlands, zoals in het nummer "Tripple XXX" op het album van Brainpower uit 2001. Ook was Cane gastheer op de track "De volgende straat" van Brainpower, dat verscheen op de B-Kant de single "Schreeuwetuit!" uit 2003. In een interview was Brainpower zeer lovend over de rapper Sugacane: "Hij is technisch een sterke MC, dat is gewoon niet normaal. Mensen hebben het vaak over dé complete MC: nou, Cane is dat gewoon. Die gast heeft charisma, stamina, hij heeft alles."
Onder de naam Redlight Boogie brengt Cane in 2009 zijn album Dirty Money, Clean Hands uit. In januari 2010 verscheen de track "Heat Rock", die voortkwam uit een samenwerking met Sean Price. In februari bracht Redlight Boogie eveneens een mixtape uit, genaamd Lost ‘n Found.
In januari 2014 brachten de Rotterdamse trapartiesten DayDay, EP en Gekke Kale met het lied Sugacane een lofzang uit aan de rapper.
Op 16 september 2019 was SugaCane weer te horen op de vernieuwde versie van de song Oh Oh, waarop een bijdrage geleverd werd door de Amerikaanse r&b-zangeres Nivea. Een voorafgaande versie van dit nummer was al eens opgenomen met Judy in 2002.

## Discografie

### Albums
- 1997 - Killertape Vol.1
- 2006 - The Most Official Mixtape (Als lid van de rapformatie The Most Official)
- 2009 - Dirty Money Clean Hands
- 2010 - Lost 'n Found (Mixtape)

### Singles
- 1996 - Let 'em know
- 2000 - You can't fool mine
- 2006 - Next Block/The Most Official
- 2008 - Fight Muzik
- 2010 - Welcome Me In (ft Heltah Skeltah)
- 2010 - Heat Rock (ft Sean Price)
- 2010 - Running From God (ft Shyrock/Rollarocka/Maikal X)
- 2010 - For Ol' Times Sake (ft MD)
- 2019 - Oh Oh (ft Nivea)

### Overig Werk
- 1999 - U Got It (B-Kant single Manushka - Still Believe In Love)
- 2003 - De volgende straat (B-Kant single Brainpower - Schreeuwetuit!)

### Verzamelalbums
| Jaar | Nummer                                     | Verzamelalbum                                                |
| Jaar | Titel                                      | Verzamelalbum                                                |
| ---- | ------------------------------------------ | ------------------------------------------------------------ |
| 1988 | Dangerzone                                 | Chriz The Wiz & DJ Foxx: Cheese Steez Volume 2               |
| 1996 | There Ain't Nuthin' Here Yours             | Magic Sounds Volume 2                                        |
| 1996 | Let 'Em Know                               | Rapper's Delight Volume 2                                    |
| 1998 | Triple X-Files                             | I.M.C. 90 Minutes Independent Underground Hip-Hop Tape No. 4 |
| 1998 | With Each Evil There's A Price To Pay      | Excluziv                                                     |
| 1998 | One Voice                                  | TMF Presents Sylvana's Christmas                             |
| 1999 | Da Struggle                                | Disorda - UK Hustlerz Volume 06                              |
| 2000 | Ghetto Star                                | Social Life - the Album                                      |
| 2002 | You Can't Fool Mine                        | Urban Vibes Vol.1                                            |
| 2013 | God for all (And every nigguh for himself) | JMP: Tha Good Old Dayz Vol.2                                 |

### Gastoptredens
| Jaar | Nummer       | Nummer                                  | Album                                       | Album                |
| Jaar | Naam         | met                                     | Naam                                        | Album Artiest        |
| ---- | ------------ | --------------------------------------- | ------------------------------------------- | -------------------- |
| 2001 | XXX          | Brainpower, Deams, Shockwave & Yukkie B | Door Merg & Brain                           | Brainpower           |
| 2006 | Plein Battle | Goldy, Kimo, Raymzter & Negativ         | Bolletjes Blues                             | Bolletjes Blues Cast |
| 2006 | Ghetto News  | U-Niq                                   | Black Mosart presents...4 Da Streets Vol. 2 | Black Mosart         |